# Luperina x-notata
Luperina x-notata är en fjärilsart som beskrevs av Max Wilhelm Karl Draudt. Luperina x-notata ingår i släktet Luperina och familjen nattflyn. Inga underarter finns listade i Catalogue of Life.